# Kanton Le Fousseret
Kanton Le Fousseret (francouzsky Canton du Fousseret) je francouzský kanton v departementu Haute-Garonne v regionu Midi-Pyrénées. Tvoří ho 15 obcí.

## Obce kantonu
- Castelnau-Picampeau
- Casties-Labrande
- Le Fousseret
- Fustignac
- Gratens
- Lafitte-Vigordane
- Lussan-Adeilhac
- Marignac-Lasclares
- Montégut-Bourjac
- Montoussin
- Polastron
- Pouy-de-Touges
- Saint-Araille
- Saint-Élix-le-Château
- Sénarens